# 吴云芳 (演员)
吴云芳（1935年—），上海人，中国大陆女演员，上海电影制片厂演员，中国电影金凤凰奖特别荣誉奖获得者。